# Diveria

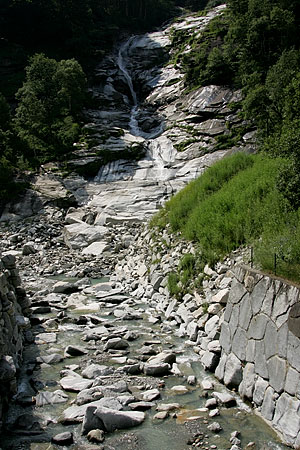
Uitmonding van de Grosses Wasser in de Doveria in Gondo

De Diveria is een rivier in de Italiaanse provincie Verbano-Cusio-Ossola en het Zwitserse kanton Wallis.
De rivier ontspringt in nabijheid van de Simplonpas en heet hier Krummbach. Oostwaarts daalt deze af door een breed dal langs de dorpen Simplon Dorf en Gstein-Gabi. Hierna vervolgt de rivier zijn tocht door de Gondoschlucht, een nauwe kloof. Bij Gondo stroomt de rivier nu onder de naam Diveria verder Italië in. Het dal heet vanaf hier Val Divedro. Na in totaal zo'n 30 kilometer te hebben afgelegd stroomt de rivier uiteindelijk bij Crevoladossola uit in de Toce.

## Plaatsen langs de Diveria
- Simplon Dorf
- Gondo
- Iselle
- Varzo